# Станхоуп (Ајова)
Станхоуп (енгл. Stanhope) град је у америчкој савезној држави Ајова. По попису становништва из 2010. у њему је живело 422 становника.

## Демографија
Према попису становништва из 2010. у граду је живело 422 становника, што је -66 (-13.5%) становника више него 2000. године.
| Група             | 2000.       | 2010.       |
| Белци             | 482 (98,8%) | 407 (96,4%) |
| Афроамериканци    | 0 (0,0%)    | 1 (0,2%)    |
| Азијати           | 0 (0,0%)    | 1 (0,2%)    |
| Хиспаноамериканци | 5 (1,0%)    | 6 (1,4%)    |
| Укупно            | 488         | 422         |